# 한일약정각서
<대한제국의 경찰사무위탁에 관한 각서>(大韓帝國의警察事務委託에關한覺書), 통칭 한일약정각서(韓日約定覺書)는 융희 4년(1910년) 6월 24일, 대한제국과 일본 제국 사이에 체결된 조약으로, 일제가 대한제국을 병합하는 과정에서 양국 정부 간에 체결한 각서이다.

## 체결
1908년 11월 한국 주차 일본군 참모장으로 부임한 아카시 모토지로[明石元二郞] 소장은 대한제국의 경찰 기관을 일본 헌병의 아래에 두려는 계책을 세웠다. 1910년 아카시는 헌병과 경찰 조직이 통일되지 않으면 군사령관의 지휘가 어렵다며 대한제국 경찰권의 박탈을 데라우치 통감에게 요청하였다. 이는 그가 1910년 6월 한국 주차 헌병대 사령관에 부임하면서 이는 더욱 적극적으로 추진되었다. 그런데 당시 대한제국 정례 각의에서 탁지대신 고영희, 학무대신 이용식 등의 반대로 무산되고 말았다. 그들이 한국의 사법 및 감옥 사무를 일본에 인계할 때와 마찬가지로 각서를 만들어 줄 것을 요구하고 나선 것이다. 이후 1910년 6월 24일에 내각 총리대신서리(內閣總理大臣署理) 내부대신(內部大臣) 박제순(朴齊純)과 통감(統監) 데라우치 마사타케[寺內正毅]가 각서를 체결하였다.

## 한일약정각서의 2조항
한일약정각서의 2개 조항은 아래와 같다.

1. 대한제국의 경찰제도가 완비되었다고  인정될 때가지 대한제국 정부는 경찰 사무를 일본 제국 정부에 위탁한다.
2. 대한제국 황궁(皇宮) 경찰 사무에 관해서는 필요에 따라 궁내 대신(宮內大臣)이 당해 주무관(主務官)에게 임시로 협의하여 처리하게 할 수 있다.

## 같이 보기
- 대한제국
- 제1차 한일 협약
- 제2차 한일 협약
- 한일신협약
- 한일 병합 조약
- 일본 제국
- 한국통감부
- 아카시 모토지로 (한국 주차 일본군 참모장)
- 데라우치 마사타케 (제 3대 한국통감)